# Hinduja Cargo Services
Hinduja Cargo Services (legalmente conosciuta come Lufthansa Cargo India PVT. Limited) era una compagnia aerea cargo con sede a Nuova Delhi, in India. Era una joint venture tra il gruppo Hinduja e la compagnia aerea tedesca Lufthansa Cargo. La compagnia gestiva una flotta di Boeing 727 cargo, che volavano dagli aeroporti del subcontinente indiano per sostenere lo hub di Lufthansa Cargo in Medio Oriente.

## Storia
Prima del 1996, Lufthansa Cargo operava con i Douglas DC-8 tra la Germania e diverse città indiane, tra cui Delhi e Mumbai, nonché uno hub merci a Sharjah negli Emirati Arabi Uniti. Per aumentare la capacità, nell'aprile 1996 è stata costituita la Hinduja Cargo Services attraverso una partnership con il Gruppo Hinduja; la Hinduja possedeva una quota del 60% della compagnia, mentre Lufthansa aveva il restante 40%. In seguito vennero acquistati due Boeing 727-200F cargo per sostituire i DC-8, arrivando a cinque aerei nell'ottobre 1996.
Lufthansa Cargo sospese il suo accordo con il gruppo Hinduja nell'aprile 2000, citando una domanda superiore al previsto che avrebbe potuto essere soddisfatta meglio con voli diretti da Francoforte. La compagnia aerea è stata conseguentemente chiusa da Hinduja nel 2001.

## Incidente

Il Boeing 727 schiantatosi a Kathmandu.

- Il 7 luglio 1999, un Boeing 727-243F operante come volo Hinduja Cargo Services 8533 si schiantò contro una collina dopo il decollo da Kathmandu, in Nepal. Tutti e cinque i membri dell'equipaggio morirono nello schianto.[4][5]